# Porpax sentipes
Porpax sentipes – gatunek ważki z rodziny ważkowatych (Libellulidae). Występuje w Afryce Środkowej; jest szeroko rozpowszechniony w Demokratycznej Republice Konga, stwierdzono go także w Gabonie.